# Eddy Jansen
Eddy Jansen (Den Haag, 24 maart 1952) is een Nederlands (sport)journalist. Hij werkte onder meer bij De Gelderlander, Omroep Brabant, NCRV, NOS en Ziggosport.

## Biografie
Jansen begon zijn loopbaan in 1974 bij dagblad De Gelderlander als leerling-journalist. In 1980 werd hij eindredacteur sport bij Omroep Brabant waar hij ook dagelijkse nieuwsuitzendingen presenteerde.
In 1986 volgde Jansen Govert van Brakel op als presentator en eindredacteur van radioprogramma NCRV Zaterdagsport. Verder presenteerde hij NCRV’s actualiteitenrubriek Hier en Nu en later het Radio 1 Journaal.
Jansen was tussen 1986 en 2005 voetbalverslaggever bij NOS Langs de Lijn op Radio 1.
Vanaf 1994 werkte hij als freelancer, onder meer voor de NOS (Langs de Lijn en Studio Sport), Eurosport, de betaalzender FilmNet/Supersport (later Canal Plus, Sport 1, Ziggosport), SBS6 en de voetbalclubs PSV (PSVTV) en Roda JC. Voor NOS-radio was Jansen als verslaggever en presentator actief bij een reeks Olympische Spelen en internationale voetbalkampioenschappen.  
Medio 2005 stopte Jansen met zijn werkzaamheden bij de NOS, na een conflict over nevenwerkzaamheden bij Roda JC en PSV. Hij werkte kortstondig bij de lokale omroep Studio 040 en is nu nog steeds actief voor onder andere het Eindhovens Dagblad, FRITS Magazine, een Eindhovens glossy magazine en als hockeycommentator voor Viaplay.